# فلاديسلاف ديفيد
فلاديسلاف ديفيد (بالتشيكية: Vladislav David)‏ هو تربوي ومحامي تشيكي، ولد في 12 أغسطس 1927 في برنو في التشيك، وتوفي في 11 مارس 2014 في أولوموتس في التشيك.